# Home Economics
Home Economics es una serie de televisión de comedia de situación estadounidense creada por Michael Colton y John Aboud. La serie se estrenó en ABC el 7 de abril de 2021. En mayo de 2021, la serie fue renovada para una segunda temporada que se estrenó el 22 de septiembre de 2021. En mayo de 2022, la serie fue renovada para una tercera temporada que se estrenó el 21 de septiembre de 2022. En septiembre de 2023, la serie fue cancelada tras tres temporadas.

## Sinopsis
Inspirada en la vida del cocreador Michael Colton, la serie aborda la relación entre tres hermanos adultos: uno del 1%, otro de clase media y otra que apenas se sostiene.

## Elenco

### Principal
- Topher Grace como Tom
- Caitlin McGee como Sarah
- Jimmy Tatro como Connor
- Karla Souza como Marina
- Scomoheer Zamata como Denise
- Shiloh Bearman como Gretchen
- Jordyn Curet como Shamiah
- JeCobi Swain como Kelvin
- Chloe Jo Rountree como Camila
- Lidia Porto como Lupe (recurrente, temporada 1; principal, temporada 2)

### Recurrente
- Nora Dunn como Muriel
- Phil Reeves como Marshall
- Tetona Jackson como Jojo (temporada 2)

### Invitados
- Dustin Ybarra como Spags
- Justine Lupe como Emily
- Nicole Byer como Amanda
- Ray Wise como Frank
- Jerry Rice como el mismo
- Scott Van Pelt como el mismo
- 24kGoldn como el mismo
- Roselyn Sánchez como Sofía
- Danica McKellar como Alison

## Episodios

### Temporadas
| Temporada | Temporada | Episodios | Episodios | Emisión original         | Emisión original    |
| Temporada | Temporada | Episodios | Episodios | Primera emisión          | Última emisión      |
| --------- | --------- | --------- | --------- | ------------------------ | ------------------- |
|           | 1         | 7         | 7         | 7 de abril de 2021       | 19 de mayo de 2021  |
|           | 2         | 22        | 22        | 22 de septiembre de 2021 | 18 de mayo de 2022  |
|           | 3         | 13        | 13        | 21 de septiembre de 2022 | 18 de enero de 2023 |

### Primera temporada (2021)
| N.º en serie | N.º en temp. | Título                                                      | Dirigido por           | Escrito por                 | Fecha de emisión original | Audiencia (millones) |
| ------------ | ------------ | ----------------------------------------------------------- | ---------------------- | --------------------------- | ------------------------- | -------------------- |
| 1            | 1            | «Pilot»                                                     | Dean Holland           | Michael Colton & John Aboud | 7 de abril de 2021        | 3.11                 |
| 2            | 2            | «Mermaid Taffeta Wedding Dress, $1,999»                     | Dean Holland           | Michael Colton & John Aboud | 14 de abril de 2021       | 2.92                 |
| 3            | 3            | «Bounce House Rental, $250»                                 | Gail Mancuso           | Tucker Cawley               | 21 de abril de 2021       | 2.63                 |
| 4            | 4            | «Triple Scoop of Ice Cream, $6.39»                          | Randall Keenan Winston | Michael Colton & John Aboud | 28 de abril de 2021       | 2.46                 |
| 5            | 5            | «35% of Allied Harness and Sling LTD, $3,000,000»           | Randall Keenan Winston | Julieanne Smolinski         | 5 de mayo de 2021         | 2.20                 |
| 6            | 6            | «The Triangle Shirtwaist Fire: An Oral History (Used), $11» | Gail Mancuso           | Jess Pineda                 | 12 de mayo de 2021        | 2.32                 |
| 7            | 7            | «Opus Cabernet, 2015, $500»                                 | Rebecca Asher          | Ashly Perez                 | 19 de mayo de 2021        | 2.32                 |

### Segunda temporada (2021–22)
| N.º en serie | N.º en temp. | Título                                          | Dirigido por           | Escrito por                       | Fecha de emisión original | Audiencia (millones) |
| ------------ | ------------ | ----------------------------------------------- | ---------------------- | --------------------------------- | ------------------------- | -------------------- |
| 8            | 1            | «49ers Foam Fingers, $7»                        | Dean Holland           | Michael Colton & John Aboud       | 22 de septiembre de 2021  | 2.21                 |
| 9            | 2            | «Chorizo with Mojo Verde and Chicharrón, $45»   | Randall Keenan Winston | Tucker Cawley                     | 29 de septiembre de 2021  | 2.14                 |
| 10           | 3            | «Bottle Service, $800 Plus Tip (25% Suggested)» | Matt Sohn              | Julieanne Smolinski               | 6 de octubre de 2021      | 1.92                 |
| 11           | 4            | «Windmount Academy, $42,000/Year»               | Jude Weng              | Jason Belleville                  | 13 de octubre de 2021     | 2.06                 |
| 12           | 5            | «Giant Jenga, $120»                             | Ryan Case              | Kriss Turner Towner               | 20 de octubre de 2021     | 1.66                 |
| 13           | 6            | «Box of King-Size Candy Bars, $48.99»           | Dean Holland           | Melissa Hunter                    | 27 de octubre de 2021     | 1.96                 |
| 14           | 7            | «Speeding Ticket, $180»                         | Kabir Akhtar           | Damir Konjicija & Dario Konjicija | 3 de noviembre de 2021    | 1.85                 |
| 15           | 8            | «Two Thousand Pounds of Sand, $240»             | Kabir Akhtar           | Ashly Perez                       | 17 de noviembre de 2021   | 2.21                 |
| 16           | 9            | «Secret Santa Gift, $25 Limit»                  | Ryan Case              | Tasha Henderson                   | 1 de diciembre de 2021    | 2.10                 |
| 17           | 10           | «Men's Water-Resistant Watch, $289»             | Kimmy Gatewood         | Tucker Cawley                     | 5 de enero de 2022        | 1.85                 |
| 18           | 11           | «Camping Tent, $39.99»                          | Ryan Case              | Julieanne Smolinski               | 12 de enero de 2022       | 2.11                 |
| 19           | 12           | «Round Trip Ticket SAN-OAK, $234»               | Betsy Thomas           | Jason Belleville                  | 19 de enero de 2022       | 1.96                 |
| 20           | 13           | «Pregnancy Test, $12.98»                        | Michael McDonald       | Kriss Turner Towner               | 2 de febrero de 2022      | 2.17                 |
| 21           | 14           | «Salsa Competition Entry Fee, $45»              | Matt Sohn              | Damir Konjicija & Dario Konjicija | 23 de febrero de 2022     | 1.86                 |
| 22           | 15           | «FaceFlop App, $1.99»                           | Gail Mancuso           | Tucker Cawley                     | 2 de marzo de 2022        | 1.80                 |
| 23           | 16           | «Keg of Light Beer, $180»                       | Betsy Thomas           | Tasha Henderson                   | 16 de marzo de 2022       | 1.84                 |
| 24           | 17           | «Workout Leggings, $29»                         | Giovani Lampassi       | Paola Tapia-Limón                 | 23 de marzo de 2022       | 1.89                 |
| 25           | 18           | «Poker Game, $800 Buy-In»                       | Dean Holland           | Melissa Hunter                    | 6 de abril de 2022        | 1.67                 |
| 26           | 19           | «Animatronic Gorilla, $2,200»                   | Michael McDonald       | Julieanne Smolinksi               | 13 de abril de 2022       | 1.67                 |
| 27           | 20           | «Mango THC Gummies, $18»                        | Dean Holland           | Jason Belleville                  | 20 de abril de 2022       | 1.71                 |
| 28           | 21           | «Book Deal, Terms Negotiable»                   | Helena Lamb            | Lynn Sternberger                  | 11 de mayo de 2022        | 1.73                 |
| 29           | 22           | «Ticket to Space, $1 Million»                   | Dean Holland           | Michael Colton & John Aboud       | 18 de mayo de 2022        | 1.81                 |

### Tercera temporada (2022–23)
| N.º en serie | N.º en temp. | Título                                            | Dirigido por      | Escrito por                       | Fecha de emisión original | Audiencia (millones) |
| ------------ | ------------ | ------------------------------------------------- | ----------------- | --------------------------------- | ------------------------- | -------------------- |
| 30           | 1            | «Mickey Ears, $19.99»                             | Victor Nelli      | Michael Colton & John Aboud       | 21 de septiembre de 2022  | 2.10                 |
| 31           | 2            | «Melatonin 10 Mg Tablets, $14.99»                 | Dean Holland      | Melissa Hunter                    | 28 de septiembre de 2022  | 1.86                 |
| 32           | 3            | «Sushi for Twelve, $482 plus delivery»            | Betsy Thomas      | Jason Belleville                  | 5 de octubre de 2022      | 1.87                 |
| 33           | 4            | «Wedding Bouquet, $125»                           | Michael McDonald  | Julieanne Smolinski               | 12 de octubre de 2022     | 1.93                 |
| 34           | 5            | «Live with Kelly and Ryan Hoodie, Complimentary»  | Betsy Thomas      | Damir Konjicija & Dario Konjicija | 19 de octubre de 2022     | 1.92                 |
| 35           | 6            | «Novel Signed by Author, $22.19»                  | Victor Nelli Jr.  | Tucker Cawley                     | 26 de octubre de 2022     | 2.23                 |
| 36           | 7            | «Model Train Set, $150»                           | Gio Lampassi      | Lauren Tyler                      | 2 de noviembre de 2022    | 2.02                 |
| 37           | 8            | «Wheel of Vegan Brie, $24»                        | Keith Powell      | Lynn Sternberger                  | 16 de noviembre de 2022   | 2.07                 |
| 38           | 9            | «Sunday New York Times, $6»                       | Jimmy Tatro       | Tasha Henderson                   | 30 de noviembre de 2022   | 1.98                 |
| 39           | 10           | «Santa Suit Rental, $25 Per Day»                  | Shahrzad Davani   | Jason Belleville                  | 7 de diciembre de 2022    | 1.91                 |
| 40           | 11           | «Gallon of Milk, $4.35»                           | Jay Chandrasekhar | Glenn Boozan                      | 4 de enero de 2023        | 2.16                 |
| 41           | 12           | «Limited Edition Boom Boom Dojo JollyBot, $45.99» | Gail Mancuso      | Julieanne Smolinski               | 11 de enero de 2023       | 2.21                 |
| 42           | 13           | «Emergency Preparedness Kit, $129.99»             | Victor Nelli Jr.  | Tucker Cawley                     | 18 de enero de 2023       | 2.14                 |

## Producción

### Desarrollo
El 13 de febrero de 2020, ABC anunció que había ordenado la producción de un piloto escrito por Michael Colton y John Aboud. El 8 de diciembre de 2020, se anunció que se había ordenado la serie. Las grabaciones iniciaron el 1 de febrero de 2021. El 14 de mayo de 2021, ABC renovó la serie para una segunda temporada. El 26 de octubre de 2021, ABC ordenó la producción de nueve episodios adicionales para la segunda temporada, dejando la temporada con un total de 22 episodios. El 13 de mayo de 2022, ABC renovó la serie para una tercera temporada. El 29 de septiembre de 2023, ABC canceló la serie tras tres temporadas.

### Casting
El 14 de febrero de 2020, se anunció a Topher Grace como protagonista. El 16 de julio de 2020, Caitlin McGee, Karla Souza y Sasheer Zamata se unieron al elenco principal. El 8 de diciembre de 2020, se anunció a Jimmy Tatro, Shiloh Bearman, Jordyn Starr Curet, Chloe Jo Rountree and JeCobi Swain en papeles principales.

## Recepción

### Críticas
En Rotten Tomatoes la serie tiene un índice de aprobación del 82%, basado en 11 reseñas, con una calificación promedio de 7/10. En Metacritic, tiene puntaje promedio de 64 sobre 100 en ponderación, basada en 6 reseñas, lo que indica «criticas generalmente favorables».

### Audiencias

#### Temporada 1
| N.º | Título                                                      | Fecha de emisión    | ÍA (18–49) | Audiencia (millones) | DVR (18–49) | Audiencia DVR (millones) | Total (18–49) | Audiencia total (millones) |
| --- | ----------------------------------------------------------- | ------------------- | ---------- | -------------------- | ----------- | ------------------------ | ------------- | -------------------------- |
| 1   | «Pilot»                                                     | 7 de abril de 2021  | 0.6        | 3.11                 | 0.3         | 1.28                     | 0.9           | 4.39                       |
| 2   | «Mermaid Taffeta Wedding Dress, $1,999»                     | 14 de abril de 2021 | 0.5        | 2.92                 | 0.3         | 1.19                     | 0.8           | 4.11                       |
| 3   | «Bounce House Rental, $250»                                 | 21 de abril de 2021 | 0.4        | 2.63                 | 0.3         | 1.03                     | 0.7           | 3.66                       |
| 4   | «Triple Scoop of Ice Cream, $6.39»                          | 28 de abril de 2021 | 0.4        | 2.46                 | —           | —                        | —             | —                          |
| 5   | «35% of Allied Harness and Sling LTD, $3,000,000»           | 5 de mayo de 2021   | 0.5        | 2.20                 | 0.2         | 0.78                     | 0.6           | 2.98                       |
| 6   | «The Triangle Shirtwaist Fire: An Oral History (Used), $11» | 12 de mayo de 2021  | 0.5        | 2.32                 | 0.2         | 0.76                     | 0.6           | 3.08                       |
| 7   | «Opus One Cabernet, 2015, $500»                             | 19 de mayo de 2021  | 0.4        | 2.32                 | 0.2         | 0.80                     | 0.6           | 3.12                       |

#### Temporada 2
| N.º | Título                                          | Fecha de emisión         | ÍA (18–49) | Audiencia (millones) | DVR (18–49) | Audiencia DVR (millones) | Total (18–49) | Audiencia total (millones) |
| --- | ----------------------------------------------- | ------------------------ | ---------- | -------------------- | ----------- | ------------------------ | ------------- | -------------------------- |
| 1   | «49ers Foam Fingers, $7»                        | 22 de septiembre de 2021 | 0.4        | 2.21                 | —           | —                        | —             | —                          |
| 2   | «Chorizo with Mojo Verde and Chicharrón, $45»   | 29 de septiembre de 2021 | 0.4        | 2.14                 | —           | —                        | —             | —                          |
| 3   | «Bottle Service, $800 Plus Tip (25% Suggested)» | 6 de octubre de 2021     | 0.4        | 1.92                 | —           | —                        | —             | —                          |
| 4   | «Windmount Academy, $42,000/Year»               | 13 de octubre de 2021    | 0.4        | 2.06                 | 0.2         | 0.86                     | 0.5           | 2.92                       |
| 5   | «Giant Jenga, $120»                             | 20 de octubre de 2021    | 0.3        | 1.66                 | 0.2         | 0.82                     | 0.5           | 2.49                       |
| 6   | «Box of King-Size Candy Bars, $48.99»           | 27 de octubre de 2021    | 0.3        | 1.96                 | —           | —                        | —             | —                          |
| 7   | «Speeding Ticket, $180»                         | 3 de noviembre de 2021   | 0.3        | 1.85                 | —           | —                        | —             | —                          |
| 8   | «Two Thousand Pounds of Sand, $240»             | 17 de noviembre de 2021  | 0.4        | 2.21                 | 0.2         | 0.99                     | 0.6           | 3.20                       |
| 9   | «Secret Santa Gift, $25 Limit»                  | 1 de diciembre de 2021   | 0.3        | 2.10                 | 0.2         | 0.98                     | 0.6           | 3.08                       |
| 10  | «Men's Water-Resistant Watch, $289»             | 5 de enero de 2022       | 0.3        | 1.85                 | —           | —                        | —             | —                          |
| 11  | «Camping Tent, $39.99»                          | 12 de enero de 2022      | 0.4        | 2.11                 | —           | —                        | —             | —                          |
| 12  | «Round Trip Ticket SAN-OAK, $234»               | 19 de enero de 2022      | 0.4        | 1.96                 | —           | —                        | —             | —                          |
| 13  | «Pregnancy Test, $12.98»                        | 2 de febrero de 2022     | 0.4        | 2.17                 | —           | —                        | —             | —                          |
| 14  | «"Salsa Competition Entry Fee, $45»             | 23 de febrero de 2022    | 0.3        | 1.86                 | —           | —                        | —             | —                          |
| 15  | «FaceFlop App, $1.99»                           | 2 de marzo de 2022       | 0.3        | 1.80                 | —           | —                        | —             | —                          |
| 16  | «Keg of Light Beer, $180»                       | 16 de marzo de 2022      | 0.3        | 1.84                 | —           | —                        | —             | —                          |
| 17  | «Workout Leggings, $29»                         | 23 de marzo de 2022      | 0.4        | 1.89                 | —           | —                        | —             | —                          |
| 18  | «Poker Game, $800 Buy-In»                       | 6 de abril de 2022       | 0.3        | 1.67                 | —           | —                        | —             | —                          |
| 19  | «Animatronic Gorilla, $2,200»                   | 13 de abril de 2022      | 0.3        | 1.67                 | —           | —                        | —             | —                          |
| 20  | «Mango THC Gummies, $18»                        | 20 de abril de 2022      | 0.3        | 1.71                 | —           | —                        | —             | —                          |
| 21  | «Book Deal, Terms Negotiable»                   | 11 de mayo de 2022       | 0.2        | 1.73                 | —           | —                        | —             | —                          |
| 22  | «Ticket to Space, $1 Million»                   | 18 de mayo de 2022       | 0.3        | 1.81                 | —           | —                        | —             | —                          |

#### Temporada 3
| N.º | Título                                            | Fecha de emisión         | ÍA (18–49) | Audiencia (millones) | DVR (18–49) | Audiencia DVR (millones) | Total (18–49) | Audiencia total (millones) |
| --- | ------------------------------------------------- | ------------------------ | ---------- | -------------------- | ----------- | ------------------------ | ------------- | -------------------------- |
| 1   | «Mickey Ears, $19.99»                             | 21 de septiembre de 2022 | 0.4        | 2.10                 | 0.2         | 0.92                     | 0.6           | 3.02                       |
| 2   | «Melatonin 10 Mg Tablets, $14.99»                 | 28 de septiembre de 2022 | 0.3        | 1.86                 | 0.2         | 0.83                     | 0.5           | 2.69                       |
| 3   | «Sushi for Twelve, $482 plus delivery»            | 5 de octubre de 2022     | 0.3        | 1.87                 | 0.2         | 0.84                     | 0.5           | 2.71                       |
| 4   | «Wedding Bouquet, $125»                           | 12 de octubre de 2022    | 0.3        | 1.93                 | 0.2         | 0.79                     | 0.5           | 2.72                       |
| 5   | «Live with Kelly and Ryan Hoodie, Complimentary»  | 19 de octubre de 2022    | 0.4        | 1.92                 | 0.2         | 0.97                     | 0.6           | 2.89                       |
| 6   | «Novel Signed by Author, $22.19»                  | 26 de octubre de 2022    | 0.4        | 2.23                 | 0.2         | 0.88                     | 0.6           | 3.11                       |
| 7   | «Model Train Set, $150»                           | 2 de noviembre de 2022   | 0.4        | 2.02                 | 0.2         | 0.85                     | 0.6           | 2.87                       |
| 8   | «Wheel of Vegan Brie, $24»                        | 16 de noviembre de 2022  | 0.3        | 2.07                 | 0.2         | 0.88                     | 0.5           | 2.95                       |
| 9   | «Sunday New York Times, $6»                       | 30 de noviembre de 2022  | 0.4        | 1.98                 | —           | —                        | —             | —                          |
| 10  | «Santa Suit Rental, $25 Per Day»                  | 7 de diciembre de 2022   | 0.3        | 1.91                 | —           | —                        | —             | —                          |
| 11  | «Gallon of Milk, $4.35»                           | 4 de enero de 2023       | 0.4        | 2.16                 | 0.2         | 0.99                     | 0.6           | 3.15                       |
| 12  | «Limited Edition Boom Boom Dojo JollyBot, $45.99» | 11 de enero de 2023      | 0.3        | 2.21                 | 0.2         | 0.93                     | 0.5           | 3.14                       |
| 13  | «Emergency Preparedness Kit, $129.99»             | 18 de enero de 2023      | 0.4        | 2.14                 | 0.2         | 0.89                     | 0.6           | 3.02                       |